# Galsan Tschinag

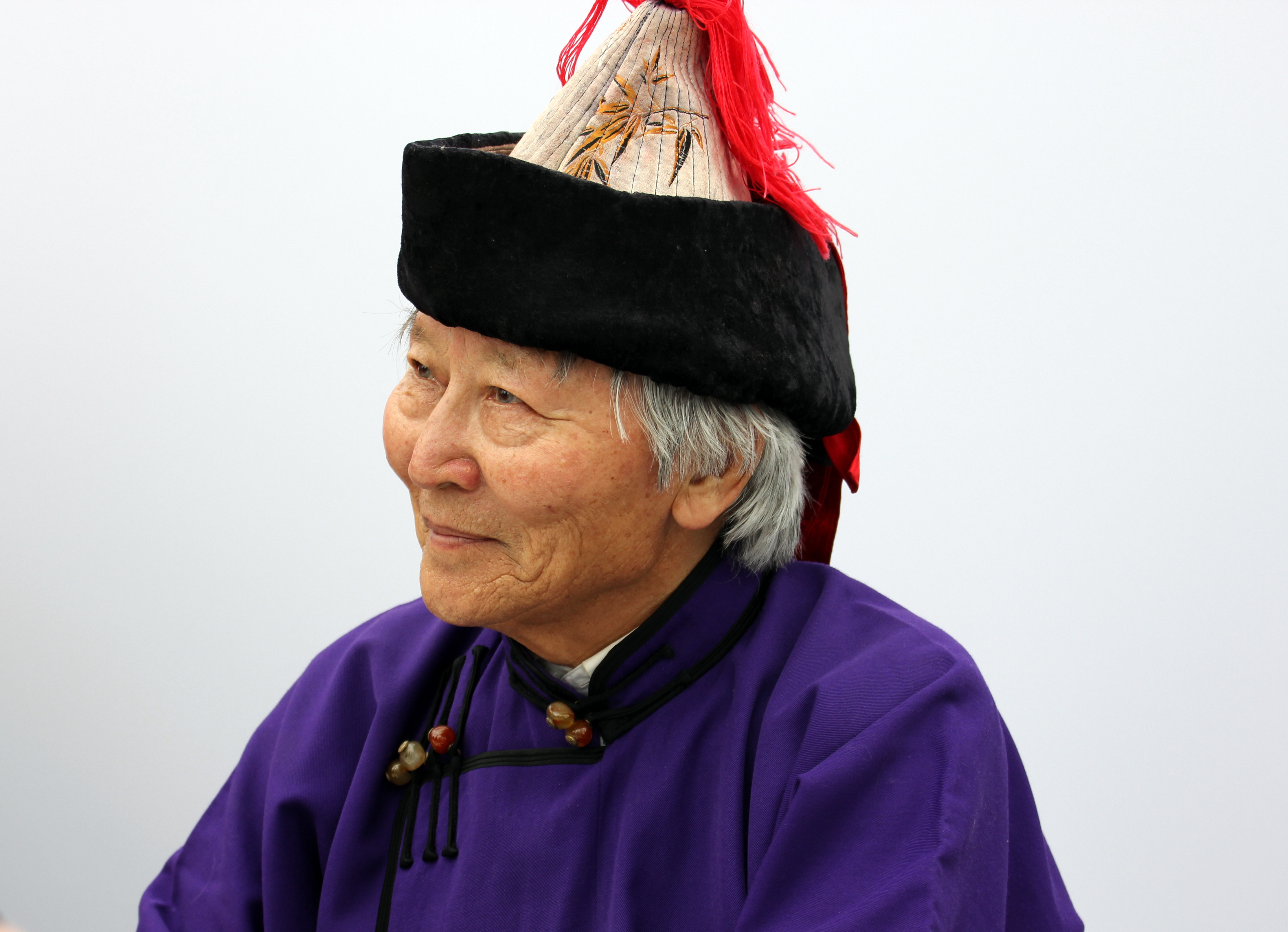
Galsan Tschinag auf der Leipziger Buchmesse 2018

Galsan Tschinag (mongolisch Чинагийн Галсан, ᠴᠢᠨᠠᠭ᠎ᠠ ᠶᠢᠨ ᠭᠠᠯᠰᠠᠩ, Tschinagijn Galßan, eigentlich Irgit Schynykbai-oglu Dshurukuwaa, tuwinisch Иргит Шыныкай оглу Чурук-Уваа; * 26. Dezember 1943 im Bajan-Ölgii-Aimag, Mongolei) ist ein aus der Mongolei stammender deutschsprachiger Schriftsteller. Er ist Mitglied des PEN-Zentrums Deutschland.
Er ist Angehöriger einer ethnischen Gruppe der turksprachigen Tuwiner bzw. der Cengel-Tuwiner im mongolischen Altai. Tschinag sieht sich selbst als Stammesoberhaupt, Schamane, religiöser Lehrer, Schauspieler und Ernährer der Altai-Tuwiner. Einige der in der Mongolei verstreut lebenden Mitglieder dieser Ethnie hatte er 1995 zu einer Karawane zusammen- und in seine Heimat, den mongolischen Altai, zurückgeführt. Bekannt wurde Tschinag in Deutschland als Schriftsteller und Autor zahlreicher belletristischer Texte über seine Herkunftsethnie.

## Leben
Galsan Tschinag wurde 1943 im Bajan-Ölgii-Aimag im Hohen Altai in der westlichen Mongolei als jüngster Sohn einer tuwinischen Familie geboren. Seine angeheiratete Tante väterlicherseits war Schamanin. 1962 bis 1968 studierte er Germanistik an der Karl-Marx-Universität in Leipzig und beendete sein Studium mit einer Diplomarbeit über Erwin Strittmatter. In dieser Zeit arbeitete er, zusammen mit der Leipziger Mongolistin und Folkloristin Erika Taube, an der Aufzeichnung, Transkription und Übersetzung tuwinischer mündlicher Folklore. Er kehrte 1968 in die Mongolei zurück und arbeitete als Deutschlehrer an der staatlichen mongolischen Universität. 1976 wurde ihm die Lehrerlaubnis wegen „politischer Unzuverlässigkeit“ entzogen und er arbeitete die folgenden Jahre als freier Journalist.
Heute lebt er den größten Teil des Jahres in der Landeshauptstadt Ulaanbaatar gemeinsam mit seiner knapp 20-köpfigen Familie und verbringt viel Zeit auf Lesereisen im deutschsprachigen Ausland. Je ein Drittel des Jahres verbringt er in seiner Residenz in Ulaanbaatar, in Europa und in der westmongolischen Steppe bei seinem tuwinischen Stamm. Er schreibt seine Romane, Erzählungen und Gedichte meist auf Deutsch. Seine Erzählungen wurden auch in zahlreiche andere Sprachen übersetzt.
Die Beziehung zu seiner Herkunftsethnie beschreibt Tschinag als ein kontinuierliches Geben und Nehmen. Die Geschichten aus seinen Büchern sind die Geschichten seines Volkes. Das Honorar für die zahlreichen Lesereisen verwendet er auch, um die Mitglieder seiner Ethnie finanziell zu unterstützen. Als sein Stellvertreter gilt sein jüngster Sohn Galtai Galsan, der auch die Nachfolge als Stammesoberhaupt von seinem Vater erben wird.
2009 gründete er die Galsan-Tschinag-Stiftung, die unter anderem ein Projekt zur Wiederaufforstung in der Mongolei betreibt. Zu den weiteren Projekten der Stiftung gehört die Förderung der schulischen und beruflichen Ausbildung der Nomadenkinder in der Mongolei.

## Werke

### Der weiße Berg (2000)
Der weiße Berg erzählt von Tradition und Fortschritt in der Mongolei, in welcher der Protagonist Dshurukuwaa seine Bestimmung sucht.

### Dojnaa (2001)
In der Erzählung Dojnaa erzählt Galsan Tschinag von einer arrangierten Ehe, die zwischen Tradition und Modernisierung im mongolischen Hochland Konflikte und Freiheit hervorruft.

### Tau und Gras (2002)
Die Erzählung Tau und Gras beinhaltet Geschichten aus der Mongolei, die Galsan Tschinag in seiner Kindheit gehört hat.

### Das geraubte Kind (2004)
Der Roman erzählt eine Tuwa-Legende aus der Mongolei des 18. Jahrhunderts. Der Protagonist wird als Kind aus seinem Nomadenstamm in die Fremde nach China entführt, dort ausgebildet und kehrt nach sieben Jahren als verheirateter Fürst in die Heimat zurück.

### Auf der großen blauen Straße (2007)
In dieser Erzählung wird ein junger, mongolischer Student während seines Studiums in Deutschland mit der deutschen Kultur konfrontiert.

### Die neun Träume des Dschingis Khan (2007)
In diesem historischen Roman erzählt Galsan Tschinag das Leben des Dschingis Khan. Die Erzählung ist aufgeteilt in neun Tag- und Nachtträume, in welchen Dschingis Khan auf sein Leben zurückblickt, während er im Sterben liegt.

### Die Rückkehr (2008)
Tschinags autobiografischer Roman Die Rückkehr behandelt seine Rückkehr zum Nomadenstamm der Tuwa, deren Oberhaupt er ist, nach jahrelanger Abwesenheit. Unter Einbezug von Träumen und Erinnerungen schildert er die Schwierigkeiten des Nomadenlebens und die Reise der großen Karawane, mit der sein Volk 1995 in den Hohen Altai zurückkehrte.

### Das Menschenwild (2008)
Inhalt dieser Erzählung ist eine alte tuwinische Legende über Tiermenschen.

### Das andere Dasein (2011)
Das Werk Das andere Dasein lässt sich als Liebesgeschichte lesen, in der sich zwei Studenten in Budapest verlieben. Als er in seine Heimat zurückkehrt, verweigert sie allerdings jeden Kontakt.

### Kennst du das Land. Leipziger Lehrjahre (2018)
In dem autobiographischen Roman schildert Galsan Tschinag seinen Lebensweg. Er beginnt mit seiner Studentenzeit in Leipzig, wo er als geborener Nomade die deutsche Lebensweise und die europäische Kultur kennenlernt.

### Liste der Werke
- 1981: Eine tuwinische Geschichte und andere Erzählungen. Erzählungen. Verlag Volk & Welt, Berlin.[3]
- 1986: Ajangat cagijn tuuz. Ulaanbaatar („Geschichte einer gewittrigen Zeit“).
- 1991: Amʼ dralyn gerel süüder. Ulaanbaatar („Licht und Schatten des Lebens“).
- 1991: Arvan saryn tenger door. Ulaanbaatar („Unter dem Oktoberhimmel“).
- 1992: Der siebzehnte Tag. Erzählungen. A1 Verlag, München.
- 1993: Das Ende des Liedes. Erzählungen. A1 Verlag, München.
- 1994: Der blaue Himmel. Roman. Suhrkamp Verlag, München; als Suhrkamp Taschenbuch 1997, ISBN 3-518-39220-4.
- 1995: Er Char Sur. Gedichte. Ulaanbaatar.
- 1995: Eine tuwinische Geschichte und neue Erzählungen. Erzählungen. A1 Verlag, München.
- 1995: Zwanzig und ein Tag. Roman. Suhrkamp Verlag, Frankfurt am Main.
- 1995: Alle Pfade um deine Jurte. Gedichte. Waldgut Verlag, Frauenfeld.
- 1996: Nimmer werde ich dich zähmen können. Gedichte. Frauenfeld, Waldgut Verlag.
- 1997: Die Karawane. Erzählungen. A1 Verlag, München.
- 1997: Im Land der zornigen Winde. Zusammen mit Amelie Schenk. Waldgut Verlag, Frauenfeld.
- 1998: Wolkenhunde. Gedichte. Waldgut Verlag, Frauenfeld.
- 1999: Die graue Erde. Roman. Suhrkamp Verlag, Frankfurt am Main.
- 1999: Der Wolf und die Hündin. Waldgut Verlag, Frauenfeld.
- 1999: Sonnenrote Orakelsteine. Schamanengesänge. Waldgut Verlag, Frauenfeld.
- 2000: Der weiße Berg. Roman. Suhrkamp Verlag, Frankfurt am Main, ISBN 978-3-458-17032-7.
- 2001: Dojnaa. Erzählung. A1 Verlag, München, ISBN 978-3-927-74355-7.
- 2002: Tau und Gras. Erzählungen. Unionsverlag, Zürich, ISBN 978-3-293-00305-7.
- 2002: Der Steinmensch von Ak-Hem. Gedichte. Waldgut Verlag, Frauenfeld.
- 2003: Die Verteidigung des Steins gegenüber dem Beton. Zwei Reden. Waldgut Verlag, Frauenfeld.
- 2004: Das geraubte Kind. Roman. Suhrkamp Verlag, Frankfurt am Main, ISBN 978-3-458-17184-3.
- 2005: Mein Altai. Erzählungen. A1 Verlag, München.
- 2006: Das zaubermächtige Goldplättchen und andere Märchen aus der Gegenwart. Waldgut Verlag, Frauenfeld.
- 2006: Jenseits des Schweigens. Gedichte. Waldgut Verlag, Frauenfeld.
- 2007: Liebesgedichte. Gedichte. Insel Verlag, Frankfurt am Main/Leipzig.
- 2007: Die neun Träume des Dschingis Khan. Roman. Insel Verlag, Frankfurt am Main / Leipzig, ISBN 978-3-458-17336-6. (Insel-Bücherei 1302)
- 2007: Auf der großen blauen Straße. Erzählungen. Unionsverlag, Zürich, ISBN 978-3-293-00371-2.
- 2008: Das Menschenwild. Erzählung. Insel Verlag, Frankfurt am Main/Leipzig, ISBN 978-3-458-19302-9.
- 2008: Die Rückkehr. Roman. Insel Verlag, Frankfurt am Main/Leipzig, ISBN 978-3-458-17410-3.
- 2011: Das andere Dasein. Roman. Insel Verlag, ISBN 978-3-458-17494-3.
- 2012: In der Mitte ein Feuer. Geschichten und Bilder der tuwinischen Nomaden in der Mongolei. Buch und DVD zusammen mit Gernot Gleiss und Gernot Stadler. Verlag G2, Klagenfurt, ISBN 978-3-200-02558-5.
- 2012: Gold und Staub. Roman. Unionsverlag, Zürich, ISBN 978-3-293-00446-7.
- 2013: Der Mann, die Frau, das Schaf, das Kind. Roman. Unionsverlag, Zürich, ISBN 978-3-293-00465-8.
- 2018: Kennst du das Land: Leipziger Lehrjahre, Unionsverlag, Kindle Edition, ISBN 978-3-293-00531-0.

### Übersetzungen
- 1982: Lodongiin Tüdew: Bekanntschaft mit der Welt. Volk & Welt, Berlin (mongolisch: Chorvootoj tanilcsan tuuch.).
- 1983: Sengiin Erdene: Herdenstaub. Staatsverlag, Ulaanbatar.

## Auszeichnungen
- 1992: Adelbert-von-Chamisso-Preis
- 1995: Puchheimer Leserpreis
- 2001: Heimito von Doderer-Literaturpreis
- 2002: Bundesverdienstkreuz[4]
- 2008: Literaturpreis der deutschen Wirtschaft